# Diana Rabe von Pappenheim

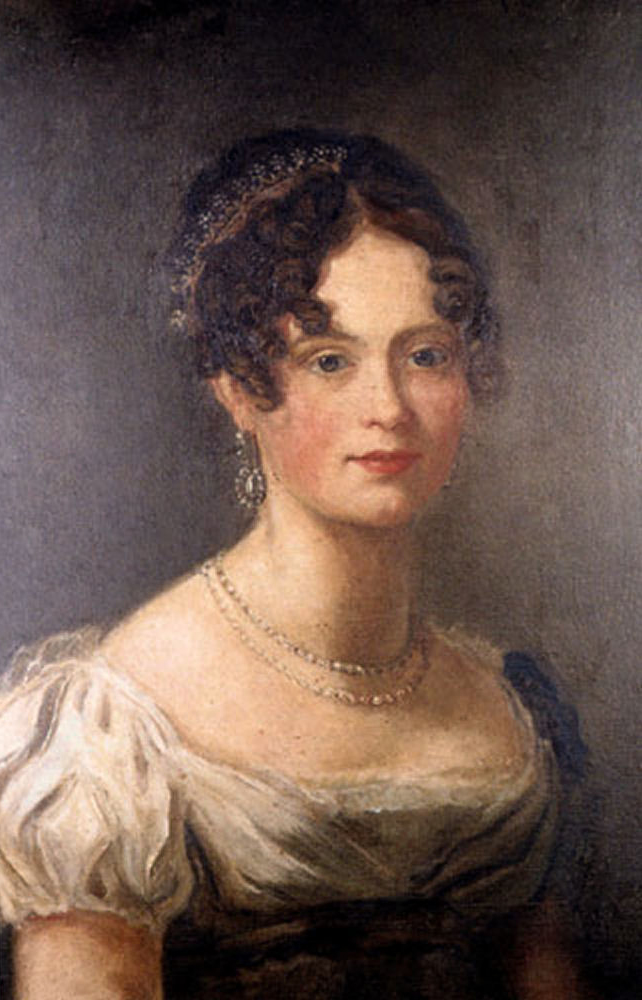
Diana Rabe von Pappenheim.

Diana Rabe von Pappenheim, född 1788, död 1844, var mätress till Jérôme Bonaparte 1809-1813 under hans tid som kung av Westfalen.
Hon var dotter till baron Gottfried Waldner i Freundstein (1757-1818). Hon gifte sig 1806 med greve Maximilian Wilhelm Rabe von Pappenheim (1764-1815). Hon blev 1808 hovdam hos Katharina av Württemberg, och året därpå inledde hon ett förhållande med Jerome. Förhållandet tycks ha varat fram till 1813. Paret fick två döttrar: Katharina Jeromée 1810 och Marie Pauline 1813. Hon gifte om sig 1816 med diplomaten Ernst Christian August von Gersdorff.   